# Buvika/Ilhaugen
Buvika/Ilhaugen is een plaats in de Noorse gemeente Skaun, provincie Trøndelag. Buvika/Ilhaugen telt 1805 inwoners (2007) en heeft een oppervlakte van 1,36 km². Buvika was tot 1965 zetel van de voormalige gemeente Buvik.